# Villenouvelle
Villenouvelle – miejscowość i gmina we Francji, w regionie Oksytania, w departamencie Górna Garonna.
Według danych na rok 1990 gminę zamieszkiwało 905 osób, a gęstość zaludnienia wynosiła 114 osób/km² (wśród 3020 gmin regionu Midi-Pireneje Villenouvelle plasuje się na 370. miejscu pod względem liczby ludności, natomiast pod względem powierzchni na miejscu 1249.).